# Adam întunecatul (film)
Black Adam este un film american din 2022, bazat pe personajul DC cu același nume. Produs de New Line Cinema, DC Films⁠(d), Seven Bucks Productions⁠(d) și FlynnPictureCo.⁠(d) și distribuit de Warner Bros. Pictures, este un spin-off din Shazam! (2019) și al 11-lea film din DC Extended Universe (DCEU). Filmul a fost regizat de Jaume Collet-Serra⁠(d) și scris de Adam Sztykiel⁠(d), Rory Haines și Sohrab Noshirvani. Îl distribuie pe Dwayne Johnson în rolul lui Teth-Adam / Adam întunecatul, un supraom străvechi care este eliberat din închisoarea magică de către un grup de arheologi pentru a elibera națiunea Kahndaq de sindicatul criminalității Intergang⁠(d), al cărui lider local intenționează să obțină o relicvă antică numită Coroana lui Sabbac pentru a prelua controlul națiunii. Aldis Hodge⁠(d), Noah Centineo, Sarah Shahi⁠(d), Marwan Kenzari⁠(d), Quintessa Swindell⁠(d) și Pierce Brosnan apar în roluri secundare.
Johnson a fost apropiat de Shazam! la începutul dezvoltării filmului și s-a confirmat că îl va portretiza pe răufăcătorul Adam întunecatul în septembrie 2014, dar producătorii, la îndemnul lui Johnson, au decis ulterior să-i dea personajului propriul film. Sztykiel a fost angajat în octombrie 2017. Collet-Serra s-a alăturat în iunie 2019, cu o dată de lansare planificată pentru decembrie 2021, dar acest termen a fost amânat de pandemia de COVID-19. Un casting suplimentar a avut loc în anul următor, inclusiv pentru patru membri ai Societății Dreptății din America, iar scenariul a fost rescris de Haines și Noshirvani. Turnarea filmului a avut loc din aprilie până în august 2021 la Trilith Studios⁠(d) din Atlanta, Georgia și, de asemenea, în Los Angeles.
Adam întunecatul a avut premiera mondială în Mexico City pe 3 octombrie 2022 și a fost lansat în cinematografe în Statele Unite pe 21 octombrie. Filmul nu a avut succes din punct de vedere critic și comercial, încasând 393 de milioane de dolari în întreaga lume și fiind etichetat ca un eșec cinematografic, după ce nu a reușit să atingă pragul de rentabilitate.

## Planuri de viitor
În decembrie 2022 Johnson a confirmat că o continuare a lui Adam întunecatul nu era în planurile imediate ale lui James Gunn, președintele (CEO) DC Studios, deși a adăugat că el și Warner Bros. vor „continua să exploreze cele mai valoroase moduri în care Adam întunecatul poate fi utilizat în viitoarele capitole ale multiversului DC”. Gunn a răspuns spunând că așteaptă cu nerăbdare colaborările viitoare cu Johnson și Seven Bucks Productions.